# Ronald Coifman

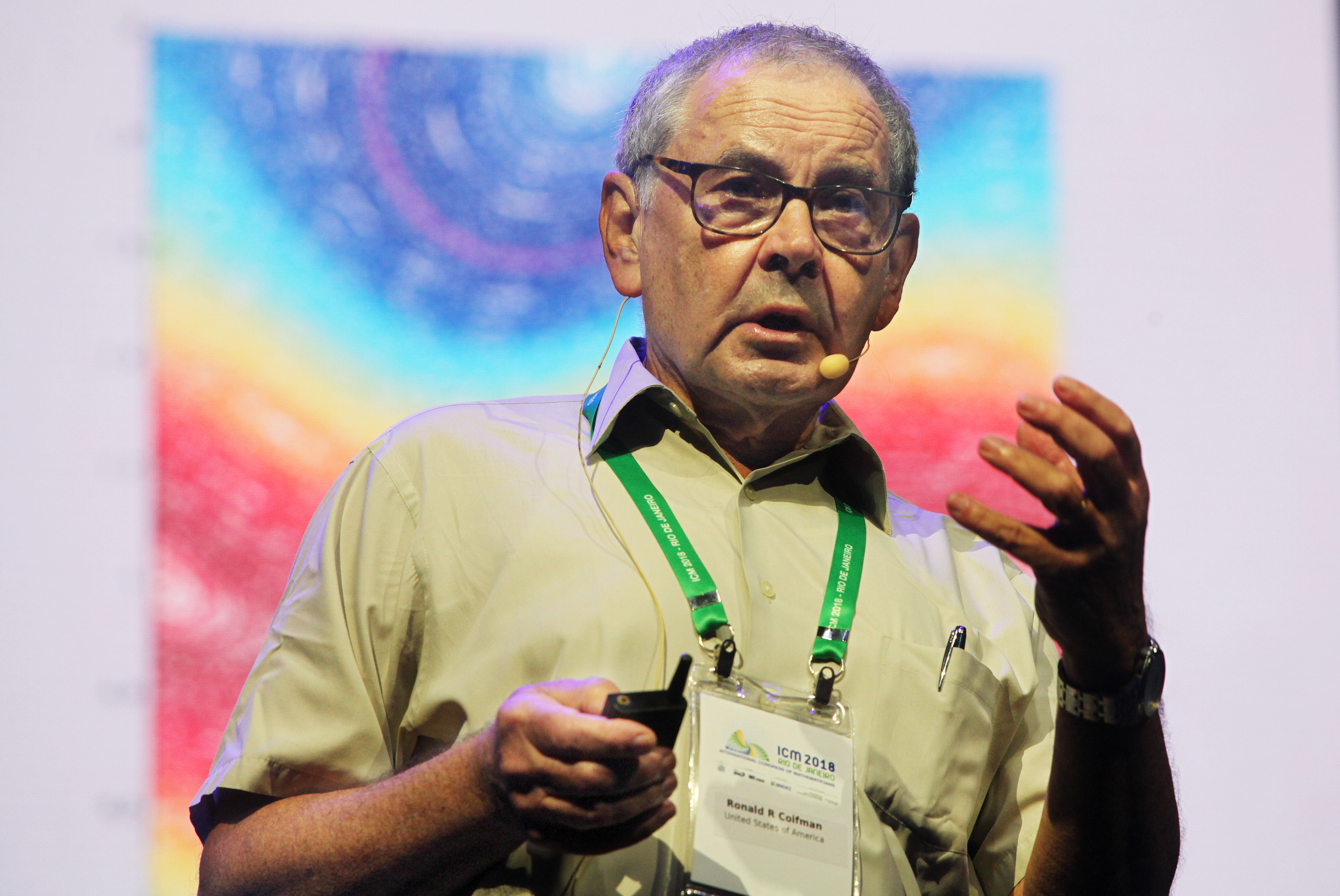
Ronald Coifman auf dem Internationalen Mathematikerkongress 2018

Ronald Raphael Coifman (* 29. Juni 1941 in Tel Aviv) ist ein israelisch-US-amerikanischer Mathematiker, der sich mit harmonischer Analysis beschäftigt.
Coifman studierte an der Universität Genf, wo er 1965 bei Jovan Karamata promovierte. Ab den 1970er Jahren war er Professor an der Washington University. 1970 erhielt er ein Forschungsstipendiun der Alfred P. Sloan Foundation (Sloan Research Fellowship). Seit 1980 ist er Phillips Professor of Mathematics an der  Yale University.
Coifman beschäftigte sich mit nichtlinearer Fourieranalyse, Wavelets und numerischen Methoden der Spektralanalyse.
1990 war er Invited Speaker auf dem Internationalen Mathematikerkongress in Kyōto (Adapted multiresolution analysis, computation, signal processing and operator theory) und 2018 Plenarsprecher auf dem ICM in Rio (Harmonic analytic geometry on subsets in high dimensions – Empirical models).
1996 wurde er mit dem DARPA Sustained Excellency Award und der Connecticut Science Medal ausgezeichnet. 1999 erhielt er die National Medal of Science sowie den Pioneer Award der SIAM. Für 2018 wurde ihm der Rolf-Schock-Preis zugesprochen. 2024 erhält er den George-David-Birkhoff-Preis.
Er ist Mitglied der National Academy of Sciences, der American Academy of Arts and Sciences und der Connecticut Academy of Sciences and Engineering. 2002 wurde er zum Fellow der American Association for the Advancement of Science gewählt.
Zu seinen Doktoranden zählt Christoph Thiele.

## Schriften
- mit Yves Meyer: Wavelets: Calderon-Zygmund theory and multilinear operators, Cambridge University Press 1997
- mit Meyer: Ondelettes et operateurs, Herman 1990, 1991 (Bd. 3 Operateurs Multilineaires)
- mit Meyer: Au delas des operateurs pseudo-differentiels, SMF, Asterisque 1978
- mit Richard Rochberg: Representation theorems for holomorphic and harmonic functions in {\displaystyle L_{p}}, Paris, SMF, 1980
- mit Guido Weiss: Analyse harmonique non-commutative sur certains espaces homogènes. É́tude de certaines intégrales singulières. Springer-Verlag 1971.